# 我知道
《我知道》是一部中国上海美术电影制片厂制作的动画短片，根据包蕾的原著改编。

## 剧情简介
小白兔陪妈妈出门拔萝卜，妈妈担心小白兔遇到狼，对小白兔千叮万嘱。不管妈妈说什么，小白兔虽一直回答：“我知道”，但并没有都记在心里。
小白兔独自在家外闲逛，先后把山羊、松鼠误认为是狼。山羊和松鼠告诉小兔他们并不是狼，又提醒小兔早点回家，以免真的碰上狼，小兔均以：「我知道了！我知道了！」回答。后来，小白兔真的遇上了狼，可他却没能认出来，反而把狼当成了保护山羊的灰狗。狼尾随在小兔后面，企图伺机吃掉小兔，好在山羊、松鼠等动物及时发现，帮助小白兔脱离了险境。从此，小白兔也不再什么时候都说“我知道”了。

## 制作人员
- 导演: 何玉门
- 設計：尚世顺，雷雨
- 动画：张松林，江爱群，吕晋，陆青，唐令渊，浦家祥，杭执行
- 绘景：徐景达，江爱坚，尹口羊，郑少如
- 摄影: 葛方雄
- 作曲: 吴应炬
- 演奏：上影乐团
- 指挥：李秉申